# The Accountants
The Accountants es un spin-off de mini-episodios de The Office. La miniserie se estrenó originalmente como un contenido para Internet, disponible solo en NBC.com. NBC anunció el 16 de marzo de 2006 que habría diez webisodios cortos originales en NBC.com comenzando en julio de 2006. Estos aparecieron en NBC.com el 13 de julio y el último de ellos fue estrenado el 7 de septiembre. Los webisodios fueron incluidos como extras en el DVD de la segunda temporada.

## Sinopsis
Los contables, Oscar, Angela y Kevin, tratan de encontrar $3000 que ellos creen fue robado de Dunder Mifflin, e interrogan a sus compañeros de trabajo.

## Episodios
| Título | Estrenado en            | Propaganda en NBC.com                    | Aparición especial                     | #  |
| --- | ----------------------- | ---------------------------------------- | -------------------------------------- | -- |
| "The Books Don't Balance" | 13 de julio de 2006     | Algo está mal en la ciudad de Scranton.  | Melora Hardin como Jan Levinson        | 1  |
| Los contables, Angela, Oscar y Kevin, le informan a Jan que los libros no balancean y $3000 están perdidos. Los contables deciden interrogar a los otros empleados de la oficina, pero Oscar esta seguro de que Michael lo tomó.                |                         |                                          |                                        |    |
| "Phyllis" | 13 de julio de 2006     | ¡Que comience el interrogatorio!         | Phyllis Smith como Phyllis Lapin       | 2  |
| Los contables interrogan a Phyllis y ella confiesa que se llevó $14 y olvido reportarlo. |                         |                                          |                                        |    |
| "Meredith" | 20 de julio de 2006     | La verdad te liberará.                   | Kate Flannery como Meredith Palmer     | 3  |
| Meredith es la siguiente empleada a interrogar. Ella dice que no estaría en el trabajo si lo hubiera hecho y que no se arriesgaría a que la arresten porque tiene un hijo que cuidar.                                                           |                         |                                          |                                        |    |
| "Stanley" | 27 de julio de 2006     | En el amor y en el robo todo se vale.    | Leslie David Baker como Stanley Hudson | 4  |
| Los contables hablan con Stanley. Stanley piensa que quienquiera que lo haya hecho es lo bastante listo para robar tanto. |                         |                                          |                                        |    |
| "Alguien en el Depósito" | 3 de agosto de 2006     | Amor secreto, sentencia nublada.         | David Denman como Roy Anderson         | 5  |
| Kevin cree que Angela está enamorada de Roy, que es el siguiente en interrogar, pero él ni siquiera sabe sacar $3000 de la caja de gastos. |                         |                                          |                                        |    |
| "El Memo" | 10 de agosto de 2006    | Solo en este... Angela apesta.           | (nadie)                                | 6  |
| Kevin hace un memo para el ladrón para que se entregue. Kevin se cansa de que Angela este siempre alrededor de él y hace un memo falso para sí mismo.                                                                                           |                         |                                          |                                        |    |
| "Las Cosas se Ponen Tensas" | 17 de agosto de 2006    | Algunas buenas acusaciones a la antigua. | (nadie)                                | 7  |
| Con nuevos desarrollos, los contables empiezan a acusarse entre ellos. |                         |                                          |                                        |    |
| "Eres Ruda" | 24 de agosto de 2006    | Una delgada línea entre rudo y exigente. | (nadie)                                | 8  |
| Los contables esperan que Michael salga de su oficina para ver si fue él quien robó el dinero, y Angela es ruda con Kevin. |                         |                                          |                                        |    |
| "La Oficina de Michael" | 31 de agosto de 2006    | La búsqueda se pone seria.               | (nadie)                                | 9  |
| Los contables buscan en la oficina de Michael evidencia de que haya robado el dinero. Después de encontrar solo baratos e inservibles artículos novedosos, Oscar y Kevin unánimemente deciden que Angela debe hablar con él.                    |                         |                                          |                                        |    |
| "El Mejor Día de mi Vida" | 7 de septiembre de 2006 | ¿Puedes controlar la verdad?             | Rainn Wilson como Dwight Schrute       | 10 |
| Dwight confronta a Angela acerca de su decisión de acusar a Michael de robar el dinero. Kevin y Oscar descubren que los fondos perdidos son por un error de cuentas hecho por Angela, a lo que Kevin declara "este es el mejor día de mi vida." |                         |                                          |                                        |    |